# Kerkbrugge-Langerbrugge
Kerkbrugge-Langerbrugge is een woonkern in de gemeente Evergem, in de Belgische provincie Oost-Vlaanderen. De woonkern bestaat uit de twee aaneengegroeide delen Langerbrugge en Kerkbrugge. Kerkbrugge-Langerbrugge ligt in het gebied van de Gentse haven, tussen het centrum van Evergem en het kanaal Gent-Terneuzen in. Vlak bij de woonkern, in de volksmond "het eiland" genaamd, op grondgebied Gent, is er de veerdienst van Langerbrugge naar de andere oever van het kanaal.

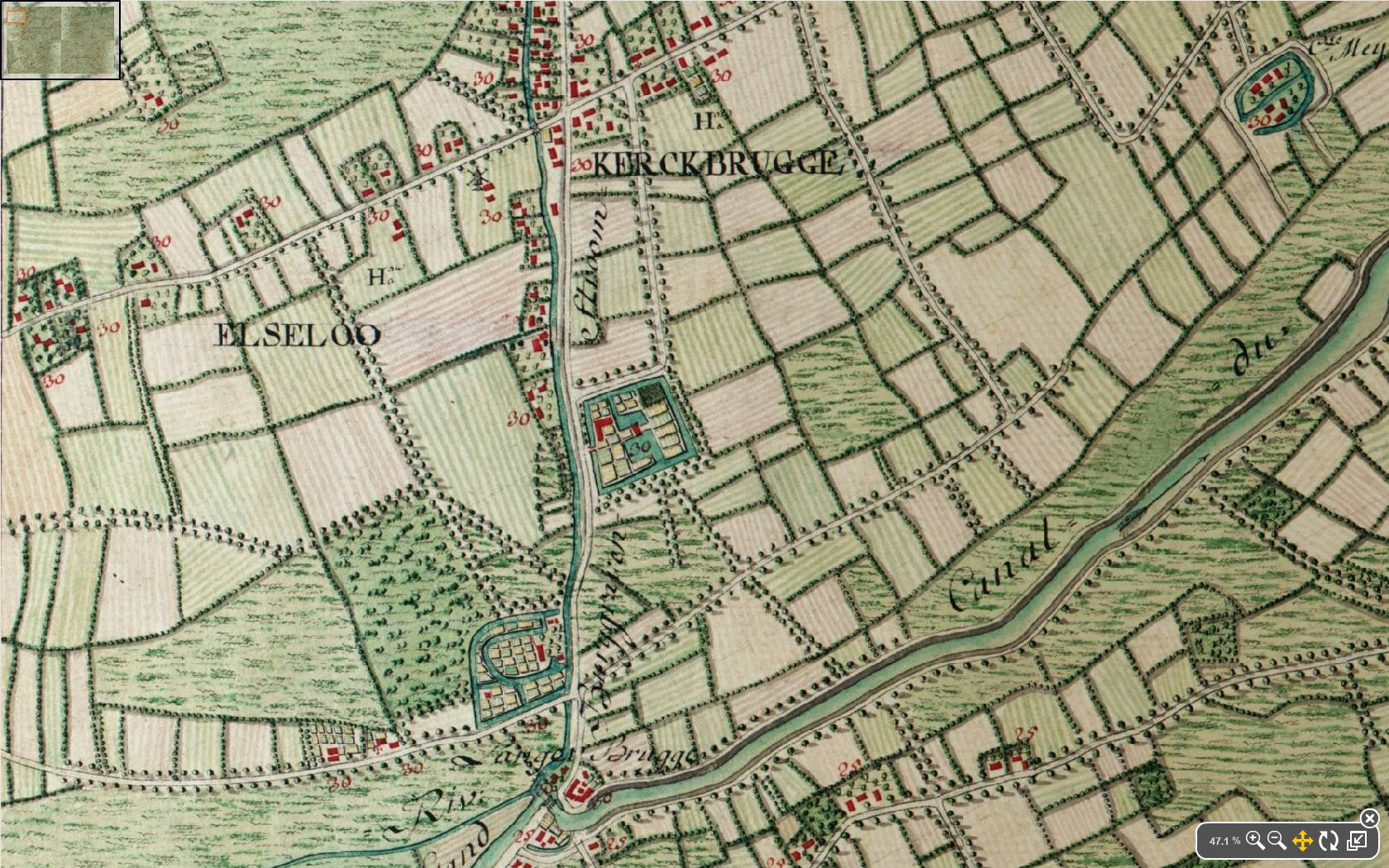
Kerkbrugge-Langerbrugge op de Ferrariskaart in 1775

Deelgemeenten: Ertvelde · Evergem · Kluizen · Sleidinge

Overige dorpen: Belzele · Doornzele · Kerkbrugge-Langerbrugge · Rieme · Wippelgem

Wijken en gehuchten: Daasdonk · Hoeksken · Hulleken · Kerkbrugge · Langerbrugge · Meerbeke · Molenhoek · Oostmoer · Singel · Tervenen · Weegse · Zandeken

Belgische gemeenten · Arrondissement Gent · Oost-Vlaanderen · Vlaanderen